# Набережная улица (Ишимбай)
На́бережная улица — улица города Ишимбая, расположенная в его левобережной части, вдоль берега реки Белой. Является частью дороги, идущей по правому берегу Белой в соседний город Салават. Улица заасфальтирована, дорога после окончания улицы — нет, не имеет гравийной отсыпки. Почтовый индекс: 453203.

## История
Улица начала застраиваться в 1970-е годы с постройкой Ишимбайского завода нефтепромыслового оборудования.
В ходе банкротства ИЗНПО, участок дороги был оформлен в безвозмездную собственность ООО «Идель Нефтемаш». Сразу после этого руководством завода был издан приказ, гласящий о том, что проезд должен быть оплачиваемым, вступивший в силу 1 сентября 2009 года, и за проезд автомобилей с максимальной массой от 500 до 3500 кг начали взимать плату. Появилась сторожевая будка и шлагбаум. Это и послужило поводом для обращения в прокуратуру тех предпринимателей, у кого на территории улицы находятся предприятия. По решению суда, установленный пропускной шлагбаум недалеко от Индустриального шоссе должны были демонтировать.
Осенью 2010 года дорогу приобрело ООО «Севмаш». В настоящее время проезд по улице Набережной вновь стал бесплатным.

## Трасса
Улица фактически, но не официально, начинается от территории города Салавата, идёт через пригородные сады, зону отчуждения салаватских очистных, и переходит в Индустриальное шоссе.
На улице расположены: ООО «Производственное предприятие „Кровлестом“», ООО «Идель Нефтемаш» и другие промышленные предприятия.